# Aulus Terenci Varró
Aulus Terenci Varró (llatí: Aulus Terentius Varro) va ser un magistrat romà del segle ii aC. Formava part de la gens Terència, una família romana d'origen plebeu.
L'any 189 aC havia servit a Grècia. El 184 aC va ser elegit pretor i va obtenir la Hispània Citerior com a província. Va fer la guerra als celtibers als quals va derrotar en diverses batalles i va rebre l'honor d'una ovació a la seva tornada a Roma l'any 182 aC, registrada als Fasti.
L'any 172 aC va ser enviat com a ambaixador davant del rei Genci d'Il·líria i el 167 aC era un dels comissionats encarregats d'arranjar els afers del regne de Macedònia després de la derrota de Perseu de Macedònia.